# Корона (зъб)
Вижте пояснителната страница за други значения на Корона.
Короната е частта от зъба, която се намира над венеца.
Тя е покрита с емайл. Под емайла се намира дентинът.
Когато в тази част на зъба има силно разрушение и не може да се възстанови с пломба, се прибягва до поставяне на изкуствена коронка. След като дефектът се възстанови с материал за пломба, зъбът се изпилява и се снема отпечатък.
Ако зъбът не е девитализиран (умъртвен), тогава може да се постави инлей или онлей или овърлей.